# HitchBOT

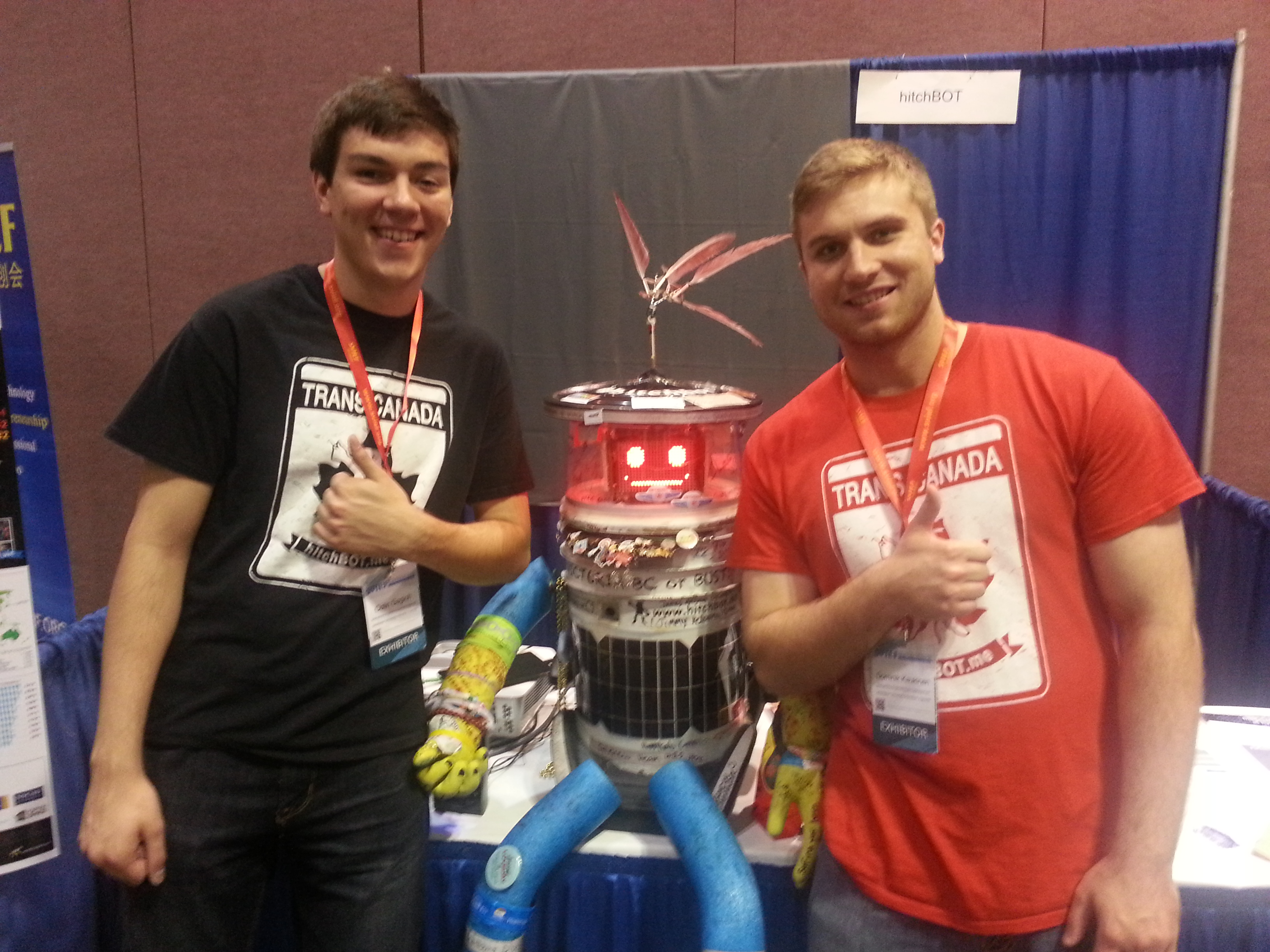
hitchBOT nel 2014

hitchBOT (dalle parole in lingua inglese hitchhiker, autostoppista, e robot) è stato un "robot autostoppista" costruito da David Harris Smith, della McMaster University, e Frauke Zeller, della Ryerson University.
È stato creato come esperimento sociale "per vedere se i robot possono fidarsi degli umani", divenendo noto a livello internazionale per aver attraversato da costa a costa il Canada e aver viaggiato in Europa in autostop. È stato distrutto in un atto di vandalismo nell'agosto del 2015 a Filadelfia, durante un altro viaggio in autostop nel tentativo di attraversare gli Stati Uniti d'America.

## Descrizione
Il robot aveva un corpo cilindrico, con due braccia e due gambe flessibili attaccate al torso. Gli arti non erano funzionali e il robot non era in grado di camminare autonomamente, per cui veniva spostato dalle persone che decidevano di offrirgli un passaggio. La sezione superiore del corpo era trasparente e conteneva uno schermo che mostrava occhi e bocca, dando alla macchina un aspetto umano ma asessuato.
Il robot era in grado di raccontare vicende e intavolare basilari conversazioni, in quanto era progettato per essere un compagno di viaggio robotico per chi decideva di prenderlo a bordo. Era munito di un dispositivo GPS e connettività 3G per rendere possibile ai ricercatori tracciare la sua posizione. Era anche munito di una fotocamera, che periodicamente riprendeva delle immagini per documentare i viaggi. Era alimentato a energia solare e poteva ricaricarsi tramite la presa accendisigari delle automobili.

## Viaggi
Il robot ha attraversato il Canada nell'estate del 2014, partendo il 27 luglio dall'Institute for Applied Creativity della NSCAD University ad Halifax e raggiungendo il 21 agosto la città di Victoria, sulla costa opposta.
Nel febbraio 2015 hitchBOT ha viaggiato in autostop per alcuni giorni in Germania. Nel luglio dello stesso anno ha tentato di attraversare gli Stati Uniti d'America da Boston a San Francisco, in quello che sarebbe stato il suo ultimo viaggio.

## Distruzione
Il 1º agosto 2015 è stata pubblicata sul web una fotografia che ritraeva il robot a Filadelfia, decapitato e con le braccia staccate. I ricercatori non sono riusciti a riprendere il contatto con la macchina, che aveva scaricato le batterie.
Il 3 agosto è stato pubblicato un video che si sosteneva riprendesse l'aggressione al robot, datata alle ore 5:46 AM del 1º agosto, ma diverse fonti ipotizzano che si trattasse di un fake o una bufala. Un volontario ha recuperato il robot per rispedirlo agli autori, e diversi hacker e roboticisti di Filadelfia hanno offerto il loro aiuto per la riparazione.